# 팔라우의 국장

팔라우의 인장

팔라우의 국장은 1981년 1월 1일에 제정되었다. 국장 가운데에 그려져 있는 원 안쪽에는 돌로 만든 받침대 위에 세워진 팔라우의 전통적인 가옥이 그려져 있다.
원 바깥쪽 상단에는 "속삭이는 결정의 집"(Olbiil era Kelulau)이 팔라우어로 쓰여져 있으며 바깥쪽 하단에는 팔라우의 공식 명칭인 "팔라우 공화국"(Republic of Palau)이 영어로 쓰여져 있다.